# Ha ett underbart liv
Ha ett underbart liv är en svensk komedifilm från 1992 i regi av Ulf Malmros.

## Handling
När Peter ligger i lumpen i Norrland tar hans bäste vän över tjejen i Stockholm. Peter blir rasande, tar bondpermis och liftar hem. Hans väg korsas av fotografen Hanna som är Peters raka motsats. Hon är stark och självständig, Peter är bortskämd och odräglig. Ändå gör de sällskap på en krokig och äventyrlig resa mot Stockholm.

## Rollista
- Per Löfberg – Peter Bergström
- Lina Perned – Hanna Franzén
- Kjell Bergqvist – Dick Franzén
- Kim Anderzon – Eva
- Kåre Mölder – Löjtnanten
- Gert Fylking – Bryggarchauffören
- Anneli Martini – Hannas mamma
- Reuben Sallmander – Jesper Johansson
- Björn Holmdén – Kent
- Johan Humlesjö – Henkan
- Tova Magnusson – Jenny
- Felix Engström – Niklas
- Ivan Öhlin – Tore
- Charlie Elvegård – polis
- Stig Ossian Ericson – redaktören
- Roland Janson – bilputsaren
- Anders Blomberg – fyllot
- Carl-Magnus Dellow – taxichauffören
- Susanne Hallvares – servitrisen
- Lasse Karlsson – Jocke
- Johan Rheborg – portiern på Scandic Hotel
- Lennart Jähkel – full man i baren
- Henry Ottenby – kan i van
- Lars Holmström – bilisten Peter försöker få lift med
- Thomas Hedengran – skåpbilsföraren
- Evert Jansson – gotlänningen

## Musik
Soundtracket till filmen innehåller artister som Richard Evenlind, Ankie Bagger, Army of Lovers, Annette Lindwall, Secret Service och E-Type.